# Valpedre
Valpedre é uma povoação portuguesa sede da Freguesia de Valpedre do Município de Penafiel, freguesia com 6,31 km² de área e 1508 habitantes (censo de 2021), tendo, por isso, uma densidade populacional de 239 hab./km².

## Demografia
A população registada nos censos foi:
| Distribuição da População por Grupos Etários | Distribuição da População por Grupos Etários | Distribuição da População por Grupos Etários | Distribuição da População por Grupos Etários | Distribuição da População por Grupos Etários |
| -------------------------------------------- | -------------------------------------------- | -------------------------------------------- | -------------------------------------------- | -------------------------------------------- |
| Ano                                          | 0-14 Anos                                    | 15-24 Anos                                   | 25-64 Anos                                   | > 65 Anos                                    |
| 2001                                         | 387                                          | 229                                          | 721                                          | 164                                          |
| 2011                                         | 343                                          | 248                                          | 825                                          | 160                                          |
| 2021                                         | 234                                          | 229                                          | 855                                          | 190                                          |

## História
Valpedre, além do Castro do Monte Mozinho, tem a Necrópole da Cruz da Giesteira que, constituída por três mamoas, se encontra seguindo por um caminho que vai do lugar de Vala (Valpedre) até ao sítio da Cruz da Giesteira. A sua documentação chega-nos através das Memórias do Mosteiro da Pendorada (1086), das Inquirições de 1258, do Arrolamento das Paróquias de 1320, do Cadastro da População do Reino (1527) e do Censual da Mitra do Porto.
Contam-nos escritos que o nome Valpedre terá a sua origem numa história de um lavrador chamado Pedro que deu a uma antiquíssima ermida dedicada a Sant’Iago apóstolo, para a sua fábrica, um campo chamado Vale de Pedro. Esse campo estaria junto à capela que, passados anos, se transformou em Igreja Paroquial, com o nome de Val Pedre.
Outros dizem que o tal campo foi dado por Pedro para passal do abade.
Qualquer que seja a verdadeira história, mais tarde o nome do local passou a designar todo o espaço ao redor da Igreja, que é hoje a Freguesia de Valpedre.
O documento mais antigo em que se regista esta doação data de 1079, anotando “vila petris”. Ainda nesse ano, uma dama de nome godo Moniz, viúva de um Sarracino, faz a seu filho Lúcido Sarrazínio e sua mulher Gelvira Moniz doação de “mea ratione de Sancti Iacobe de Villa Pedri cum adjectionibus suis”. Isto é, a sua parte do padroado da Igreja de Sant’Iago de Valpedre, pelos serviços prestados.
Até ao século XII, grande parte da Freguesia pertencia a fidalgos, entre eles os portucalenses Gascos (de Ribadouro) e também a estirpe dos fundadores de Paço de Sousa, entre os quais Ermigio Viegas e Monio Viegas (filhos de Egas Moniz de Ribadouro e de Toda Ermiges da Maia).
D. Ermígio Mendes, que aqui teve uma “quintã” (paço de honra), foi posteriormente senhor da honra de Valpedre e padroeiro da igreja, em parte (a outra parte era dos herdadores-vilões).
As Inquirições de l258 referem: ‘‘na villa fue voactur Valpedri et parrochianorum sancti Iacobi ejusdem loci”, na paróquia não entrava o mordomo da Coroa nem “se lhe faz aqui foro”, por ser de senhores que tinham “propter dominium quod habent”, isto é honra, com a existência dos dois paços senhoriais.
Partindo da Igreja Paroquial percorre-se uma Via-sacra, que termina na Capela e calvário de Valpedre, onde se destaca a Cruz de Cristo, esculpida em granito.
Já a Cruz da Giesteira é um monumento construído, segundo a tradição, para marcar as léguas. A confirmá-lo, o Cruzeiro das Lampreias, situado na freguesia de Cabeça Santa a exatos cinco quilómetros e meio do de Giesteira.

## Património
- Quinta do Paço
- Quinta da Maragoça
- Castro do Monte Mozinho
- Casa de Cimo de Vila
- Cruz de Giesteira
- Quinta de Santa Maria e a respetiva Capela
- Capela do Calvário